# Jeff Bingaman
Jesse Francis Bingaman Jr., dit Jeff Bingaman, né le 3 octobre 1943 à El Paso (Texas), est un homme politique américain. Membre du Parti démocrate, il est sénateur du Nouveau-Mexique au Congrès des États-Unis de 1983 à 2013.

## Biographie
Fils d'enseignants, Jeff Bingaman naît le 3 octobre 1943 au Texas et passe toute son enfance à Silver City, dans le sud-ouest du Nouveau-Mexique.
Diplômé de l'université Harvard en 1965 et diplômé en droit de Stanford en 1968, Jeff Bingaman commence sa carrière professionnelle en tant qu'assistant du procureur général du Nouveau-Mexique avant de rejoindre des cabinets privés pendant huit ans. De 1968 à 1974, il sert dans l'United States Army Reserve. En 1978, il est élu procureur général du Nouveau-Mexique.
En 1982, il est élu sénateur au Congrès des États-Unis après avoir battu le républicain sortant, l'ancien astronaute Harrison Schmitt, en faisant campagne avec le slogan : « Qu'a-t-il fait pour vous sur Terre? ».
Jeff Bingaman est réélu en 1988, 1994, 2000 et 2006 (avec 71 % des voix contre 29 % au républicain Allen McCulloch) et ne se représente pas pour un sixième mandat en 2012.
Jeff Bingaman est marié et a un fils, John Bingaman, nommé chef de cabinet de la gouverneur Michelle Lujan Grisham en 2019.